# Caja de Conversión (Argentina)
Caja de Conversión fue una institución financiera de la República Argentina creada en 1890, mediante la Ley 2.741. Predecesora del Banco Central de la República Argentina, su función principal era organizar las emisiones nacionales y atender a la circulación y amortización gradual de la moneda de curso legal, con independencia del Gobierno Nacional. Se creaba un fondo con las reservas de la ley de Bancos Garantidos y los créditos contra los mismos. En ese mismo período, se crea mediante la Ley 2.841, el Banco de la Nación Argentina. Existía entonces, de forma rudimentaria un sistema de control de la emisión monetaria (la Caja de Conversión) y un sistema bancario de reservas (Banco Nación).
En 1895 la Caja de Conversión emitió los primeros billetes Peso Moneda Nacional a nombre de "La Nación Argentina", prohibiendo las emisiones particulares o provinciales. Después de varios intentos de proyectos nunca realizados, en 1935 esta entidad fue reemplazada por el Banco Central de la República Argentina.

## Historia
La primitiva caja de conversión de Buenos Aires fue creada Por ley del 5 de agosto de 1870, el Poder Ejecutivo queda autorizado a contraer un empréstito externo por 30 millones de pesos fuertes, igual a 6 millones de libras esterlinas. La especulación y un desmesurado aumento de las importaciones se combinaron. Con un importante déficit de balanza de pagos, el oro comenzó a irse en marzo de 1873 cuando comenzó a hacerse sentir la crisis.

### 1881-1890

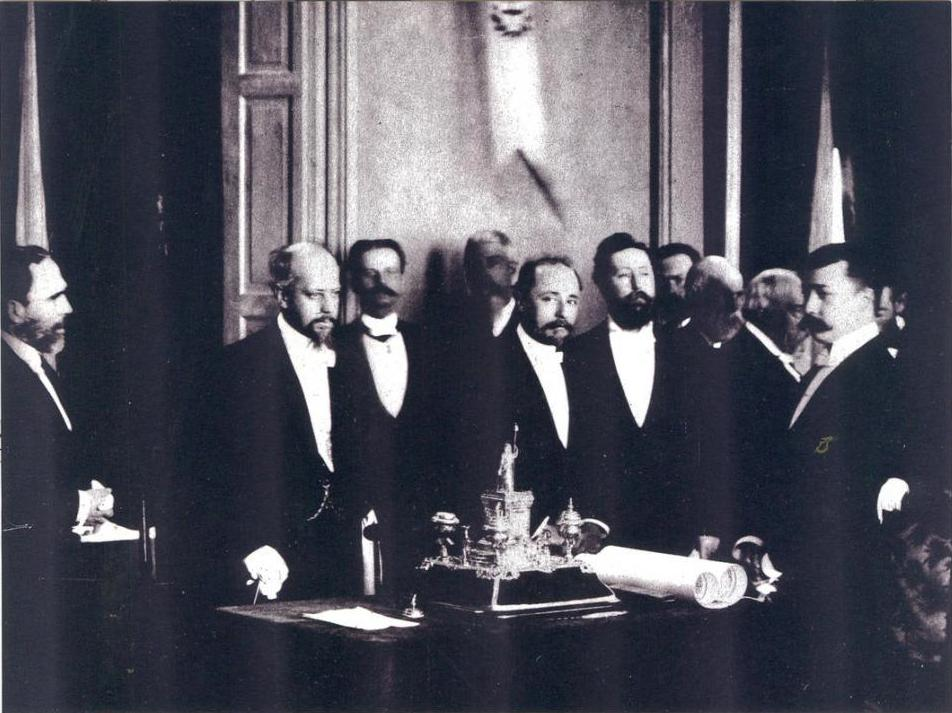
Julio A. Roca y Miguel Juárez Celman. (Foto: AGNA)

Se produjo en 1880 que la deuda del país creciera de manera sorprendente con el modelo agro-exportador, las políticas del gobierno del Presidente Miguel Juárez Celman (1886-1890) llevaron a un período de especulación que creó una burbuja financiera. En lo económico, Inglaterra  el economista Gerhart von Schulze-Gaevernitz, «Argentina se halla en una situación tal de dependencia financiera con respecto a Londres, que se la puede casi calificar de colonia inglesa».
En 1888, las acciones del Banco Constructor de La Plata cayeron, bajando rápidamente de 235 a 160 puntos, desencadenando la segunda gran crisis económica en Argentina, n
La Ley N.º 1130 durante la primera presidencia de Julio Argentino Roca estableció que 1 peso oro sellado (o$s) equivaldría a 1,6129 gramos de oro y sobre esta definición se acuñaron dos tipos de moneda: el Argentino de oro (8,0645 gramos) equivalente a 5 pesos de oro y el Medio Argentino (4,0322 gramos) que representaría a 2,5 pesos de oro, ya en 1885 dicha convertibilidad se suspendió. Un poco antes había comenzado un proceso de emisión de papel moneda que no tenía el suficiente respaldo en metálico, la emisión de papel moneda sin el suficiente respaldo en metálico provocó la suspensión de dicha paridad en 1885.
La crisis de 1890 generó que la relación cambiaría entre el peso papel y el peso oro pasara de 1 a 1 en 1884 a 3,87  1891. Argentina ingresó entonces en cesación de pagos por cuatro años que llevó la tasa de cambio a 5.78. La crisis ocasionó la quiebra del Banco Nacional que, junto con la crisis, provocó la renuncia del Presidente Miguel Juárez Celman quien finalmente cerró la Caja de Conversión por primera vez. El vicepresidente Carlos Pellegrini asumió el cargo hasta 1892.
Sin embargo, la falta de reservas de oro generó que durante sus primeros nueve años de existencia la Caja de Conversión no pudiese asegurar el respaldo de todos los billetes en circulación
En 1887 durante el gobierno de Miguel Juárez Celman se sancionó la Ley N.º 2216 de Bancos Nacionales Garantidos, que permitía a cualquier persona con un capital mínimo de 25.000 pesos moneda nacional fundar un banco que a su vez estaría autorizado a emitir billetes de curso legal con el respaldo de las reservas de oro del Estado. Según este mecanismo los bancos podían realizar un depósito en oro en el tesoro nacional, adquiriendo títulos de deuda pública interna, a cambio de lo cual el Estado los autorizaba a emitir billetes con el nombre de cada banco, todo ello controlado por una Oficina Inspectora de Bancos Garantidos encargada de controlar a las instituciones financieras y a los respectivos billetes garantizados. Se abrieron numerosos bancos e inicialmente el sistema funcionó apalancado por los financistas europeos, aunque al poco tiempo comenzó una fuga de capitales que obligó al gobierno a limitar el retiro de los ahorros depositados en los bancos. El país sufrió una crisis en la balanza de pagos que generó inflación y provocó la insolvencia de la mayoría de los bancos, muchos de los cuales fueron liquidados incluyendo al Banco Nacional y al Banco de la Provincia de Buenos Aires. El pánico de 1890 derivó en la caída del presidente Juárez Celman y su reemplazo por el vicepresidente Carlos Pellegrini, quien decidió la creación de la Caja de Conversión como una institución del Gobierno Nacional destinada a asumir la exclusividad en la emisión de billetes de papel moneda, asegurando así el funcionamiento del patrón oro.

### 1890-1914

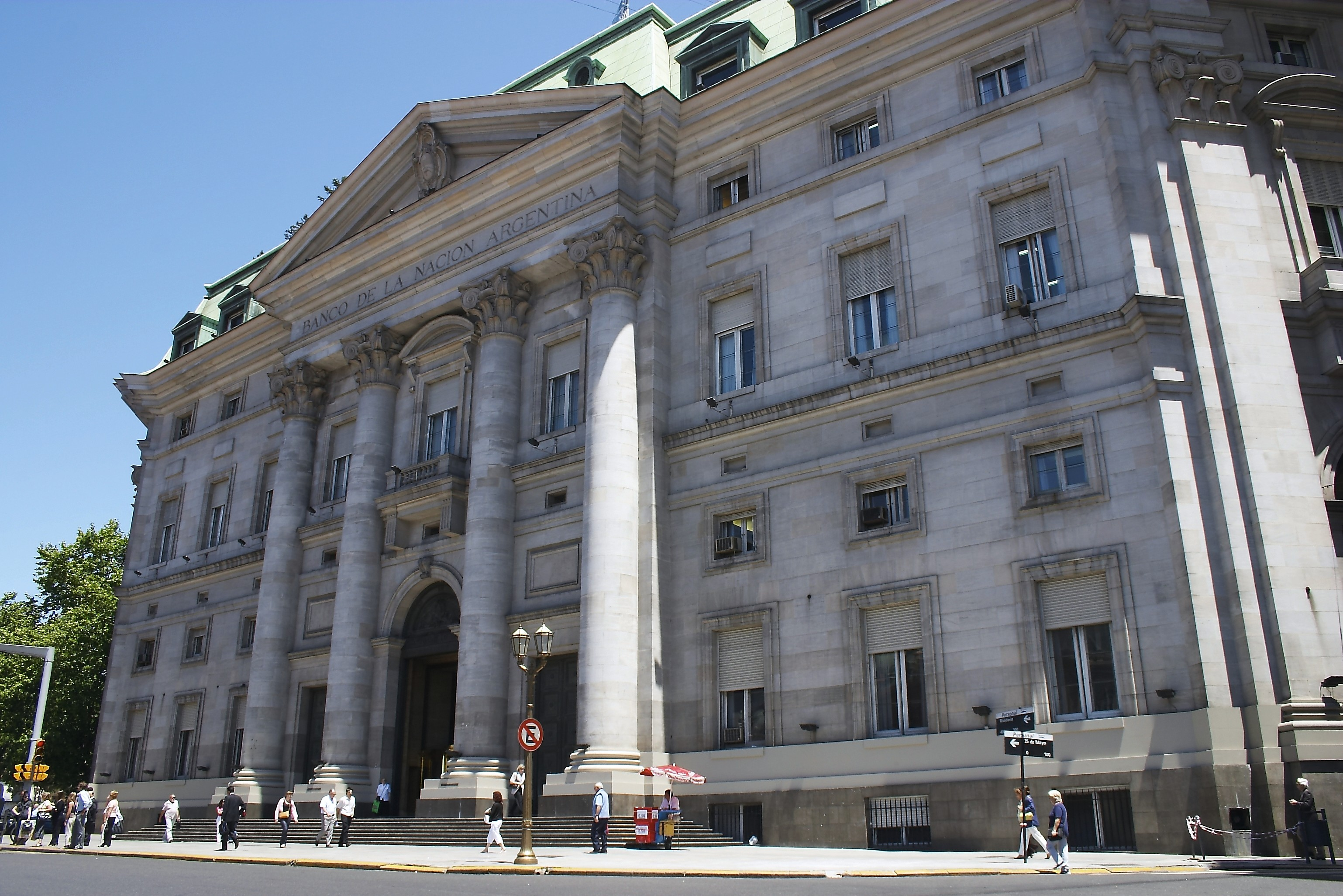
Sede del Banco de la Nación Argentina frente a la Plaza de Mayo, en la Ciudad de Buenos Aires.

La crisis de 1890 generó que la relación cambiaría entre el peso papel y el peso oro pasara de 1 a 1 en 1884 a 3,87 a 1
en 1891.

En este contexto es que se crea la Caja de Conversión como entidad responsable de los billetes generados por los Bancos Nacionales Garantidos, siendo también la única institución habilitada para la emisión de papel moneda. 
la banca Baring Brothers estuvo cerca de entrar en bancarrota debido al exceso de crédito otorgado a Argentina. Un consorcio liderado por el Banco de Inglaterra rescató a la Baring y evitó lo que podría haber sido una catástrofe de la banca londinense, 12 
Todo el sumado a la falta de reservas de oro generó que durante sus primeros nueve años de existencia la Caja de Conversión no pudiese asegurar el respaldo de todos los billetes en circulación.
En 1891 el gobierno argentino llegó a un acuerdo con sus acreedores donde se le garantizaba al país un préstamo de 15 millones de libras esterlinas y una moratoria de 3 años para el pago de los intereses de la deuda a cambio de no incurrir en nuevos pedidos de créditos durante el mismo período y al compromiso de reducir el circulante monetario. Si bien el país no cumplió estrictamente este último puntoEn 1914/1919 la decisión del Banco de Inglaterra de incrementar la tasa de interés provocó la reversión del flujo de capitales extranjeros hacia la Argentina y le impidió financiar el déficit en su balanza de pagos. El desequilibrio de la balanza de pagos se profundizó como resultado de la magra cosecha de 1913-1914. A partir de entonces, la economía argentina se deslizó hacia una profunda recesión. Los mecanismos de transmisión de la crisis fueron dos: la salida de oro hacia el extranjero y la caída de las exportaciones primarias. En el marco del patrón oro, dicha fuga provocó una severa reducción del circulante, un incremento de la tasa de interés y una sucesión de quiebras de empresas y negocios. Esta situación obligó al presidente Victorino de la Plaza a promover un conjunto de leyes de emergencia. Entre ellas se destacó el cierre de la Caja de Conversión y la suspensión de la convertibilidad de la moneda.
También en 1891 el Gobierno creó el Banco de la Nación Argentina, entidad que llegó a concentrar entre el 30 y el 50% del total de los depósitos y préstamos del sistema bancario, manteniendo hasta por lo menos 1910 un encaje cercano al 50% conrespecto a los depósitos. Esta política conservadora del Banco Nación y la decisión del Estado argentino de no recurrir a dicha institución en busca de apoyo financiero resultó determinante para mantener el control sobre la masa monetaria.
En 1899, siendo nuevamente presidente del país el general Julio A. Roca, se definió que la posibilidad de alcanzar la paridad legal de 1 a 1 entre el peso papel y el peso oro solo podría conseguirse mediante una política deflacionista poco conveniente e incluso inviable, por lo tanto se decidió fijar una nueva relación cambiaría de 2,27 pesos papel por cada peso oro. Con esta medida la Caja de Conversión pudo iniciar efectivamente su funcionamiento normal, entregando billetes únicamente respaldados en oro, hasta el estallido de la Primera Guerra Mundial cuando se decidió suspender la conversión del peso papel a oro. La crisis de 1890 generó que la relación cambiaría entre el peso papel y el peso oro pasara de 1 a 1 en 1884 a 3,87  1891. Su función básica sería la de entregar billetes únicamente a cambio de oro y viceversa, resguardando el tipo de cambio fijado legalmente de 1 peso papel por cada peso oro. Sin embargo, la falta de reservas de oro generó que durante sus primeros nueve años de existencia la Caja de Conversión no pudiese asegurar el respaldo de todos los billetes en circulación
A comienzos del siglo XX, un dólar estadounidense equivalía a un peso de oro de 1,67181 gramos, o sea 0,05891 gramos más que el peso oro establecido en la Argentina, lo que determinaba una cotización de aproximadamente 2,35 pesos papel por cada dólar estadounidense.

### 1914-1929

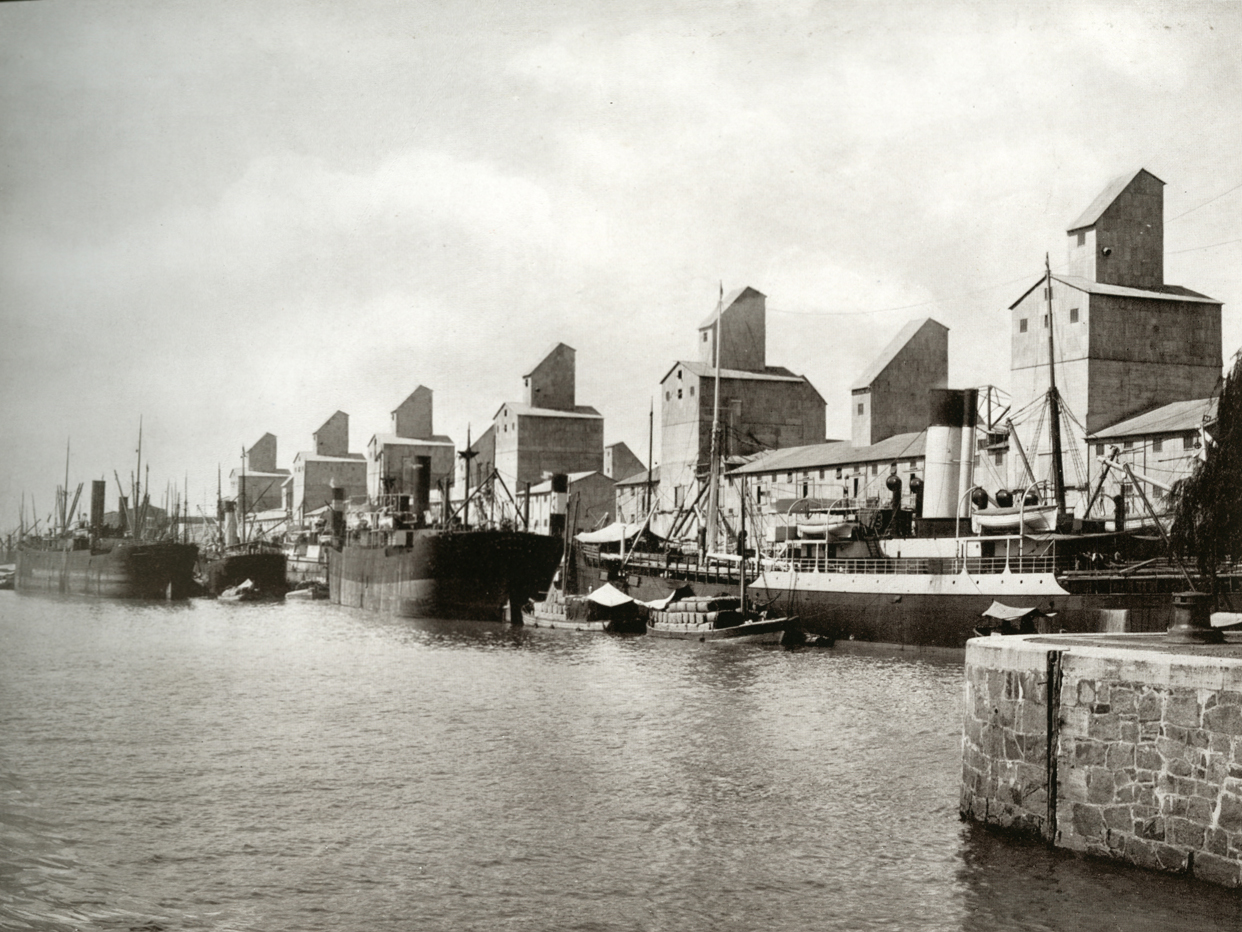
Elevadores de granos en Puerto Madero a comienzos del Siglo XX.

La Caja de Conversión permaneció cerrada desde el inicio de la Primera Guerra Mundial en 1914 hasta 1927, flotando el peso argentino durante ese período en un promedio de 2,70 pesos papel por cada peso oro, restaurándose en 1927 la paridad fijada por Ley de 2,27 pesos papel por cada peso oro. La cantidad de oro acumulada en la Caja de Conversión en 1928 equivalía a 489.657.138 pesos oro (790 toneladas), mientras que los bancos acumulaban otros 151.547.952 pesos oro (244 toneladas). La década del ´20 fue una época de bajas tasas de interés en los Estados Unidos, lo cual provocó la existencia de una gran liquidez monetaria e incentivó una fuerte inversión de los norteamericanos en diversos mercados extranjeros, incluyendo a la Argentina, lo cual se tradujo en importantes ingresos de oro al país, provocando el aumento de los valores mobiliarios e inmobiliarios. Sin embargo, en 1925 debido a una sobre-oferta comenzaron a bajar los precios agrícolas y hacia el final de la década la Reserva Federal de Estados Unidos decidió subir las tasas de interés, lo que inicialmente provocó un retorno de los capitales norteamericanos hacia los Estados Unidos y posteriormente generó una estrepitosa caída del mercado de capitales (Crack de 1929) cuando los bancos se vieron obligados a reclamar la devolución de los préstamos y los inversores tuvieron que vender las acciones que habían comprado a crédito provocando un desplome de los precios y una corrida bancaria en busca de liquidez. La crisis norteamericana repercutió en una fuerte salida de oro de la Caja de Conversión de Argentina, por lo que ante la amenaza de una fuerte contracción monetaria y la falta de reservas suficientes para atender los pagos de la deuda externa, el presidente Hipólito Yrigoyen decidió cerrar nuevamente la Caja de Conversión en diciembre de 1929.
A diferencia del período anterior el Banco Nación comenzó a aplicar una política de encajes menos conservadora, pasando del 70% alcanzado en 1914, a un 39% en 1918, para terminar finalmente en valores por debajo del 20% para 1929. Paralelamente, hasta el inicio de las hostilidades en Europa, el Estado argentino había realizado esfuerzos para capitalizar el sistema monetario y financiero, [cita requerida]sin embargo, con la crisis de 1913/14, que provocó el cierre de los mercados internacionales y amenazó con quebrar a algunos bancos privados, se generó un cambio en el rol del Banco Nación: ya no sería el Estado el que fortificaría al sistema financiero, sino que éste le aproximaría recursos al Estado para apuntalar las cuentas públicas. Además el Banco Nación asumió ante el resto de la banca el rol de prestamista de última instancia, una función propia de los bancos centrales. Por todas estas razones, la crisis de 1929 encontró al sistema financiero argentino mucho más vulnerable de lo que había estado ante la crisis de 1913/14.

### 1929-1935

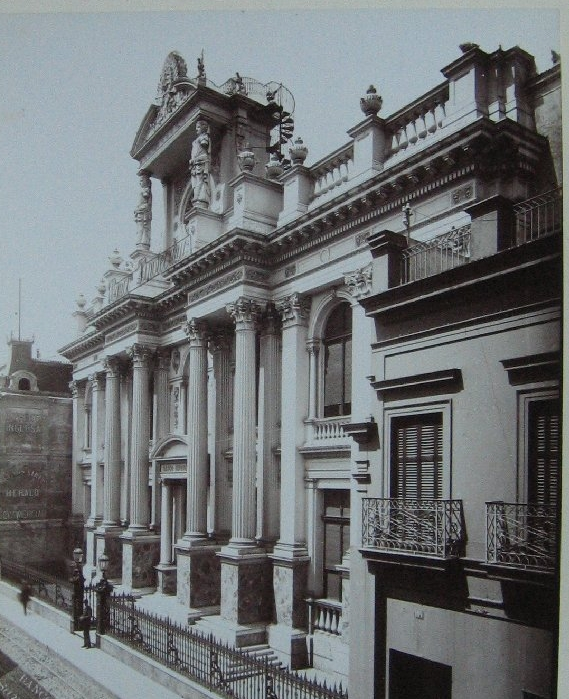
Sede del Banco Central de la República Argentina.

La aplicación rigurosa del patrón oro en la Argentina solo fue mantenida durante los períodos 1899-1914 y 1927-1929, es decir cuando las circunstancias de la balanza de pagos eran favorables al país y generaban un ingreso de oro al sistema, mientras que cuando esas circunstancias eran fuertemente desfavorables la conversión a oro se suspendía dejando que el valor del peso papel fluctuara libremente en el mercado cambiario. Con el cierre de la Caja de Conversión se buscaba evitar la eliminación de la masa monetaria que requería mantener una paridad fija en un contexto de salida significativa de oro.El estallido de la Primera Guerra Mundial ocasionó graves problemas a la Bunge & Born. El estancamiento de la producción agropecuaria y la desaceleración del comercio mundial desaconsejaban continuar con la mera actividad agroexportadora. Comenzó a imponerse la idea de que si la Argentina quería evitar el estancamiento debía encarar un nuevo rumbo, promoviendo la expansión industrial, la diversificación de la producción primaria y el crecimiento del mercado interno.
La crisis en Estados Unidos provocó el fin del  modelo agroexportador. Las exportaciones argentinas se redujeron a la mitad entre 1928 y 1932 siendo un período marcado por bajos niveles de inversión y productividad, con un crecimiento constante del proceso inflacionario.
El cierre de la Caja de Conversión en diciembre de 1929 liberó la emisión de papel moneda con respecto a las reservas de oro, lo cual evitó tener que realizar una enorme contracción monetaria y alivió la situación de los bancos que no sufrieron una corrida de sus depositantes. La devaluación del peso, en torno a un 20% tras el cierre de la Caja de Conversión, mejoró los precios de las exportaciones y el control de cambios sirvió para que la masa circulante fuese utilizada para la financiación del gobierno y de los bancos en lugar de volcarse a la compra de moneda extranjera. El racionamiento de las importaciones también ayudó a fomentar la industrialización del país.
Sin embargo, el cierre de los mercados internacionales siguió castigando a la economía del país, por lo que el presidente Agustín P. Justo decidió enviar al vicepresidente Julio Argentino Roca (hijo) rumbo a Gran Bretaña para conseguir un acuerdo que mantuviese el nivel de las exportaciones argentinas de carne a cambio de otorgar grande concesiones comerciales, financieras y legales al imperio británico. Este acuerdo se formalizó en el denominado Pacto Roca-Runciman de 1933, que en una de sus cláusulas secretas estableció que la Argentina debía crear un Banco Central mixto, con lo cual la banca financiera privada, predominantemente británica, podría controlar la emisión monetaria del país. Ese mismo año, el gobierno argentino encargó al director del Banco de Inglaterra, Sir Otto Niemeyer, la elaboración de un proyecto para la formación de un Banco Central, base que fue utilizada luego por Raúl Prebisch para la elaboración del plan definitivo. Así, el 28 de mayo de 1935 fueron promulgadas seis leyes (de la 12.155 a la 12.160l) imponiendo una profunda reforma monetaria y bancaria: la Caja de Conversión dejaría de existir y en su lugar nacería el actual Banco Central de la República Argentina. El 31 de mayo del mismo año se firmaron los decretos que dieron por terminadas las funciones de la Caja de conversión, del Crédito Público y de la Junta Autónoma de Regulación.
El flamante Banco Central comenzó a operar el 6 de junio de 1935 absorbiendo las antiguas funciones reguladoras que hasta ese entonces habían tenido la Caja de Conversión y el Banco de la Nación Argentina. El Estado debía aportar a la nueva institución la mitad de los capitales, sin embargo sólo contaría con cinco directores de un total de doce y tampoco podría solicitarle préstamos. El objetivo implícito del Banco Central sería el de proteger los intereses privados de las decisiones del Estado. Su primer director general sería Raúl Prebisch, quien permaneció al mando de la institución hasta 1943.
Dos guerras mundiales y la depresión de los años ´30 habían  fomentado el aislamiento entre los distintos países.

## Presidentes de la Caja de Conversión
| Fecha      | Nombre                |
| ---------- | --------------------- |
| 28/10/1890 | Aguirre, Manuel       |
| 21/08/1891 | Martínez, Víctor      |
| 02/04/1892 | Cárdenas, Ventura     |
| 07/02/1893 | Achaval, Nicolás      |
| 07/03/1894 | Molina, Luis          |
| 15/10/1895 | Marín, Plácido        |
| 24/11/1896 | Peró, Rafael          |
| 16/10/1903 | García, Francisco     |
| 30/12/1903 | Sala, Antonio         |
| 28/12/1905 | Mayol, Carlos Alberto |
| 16/03/1907 | Rosa, José María      |
| 11/03/1908 | Ortiz Basualdo, Luis  |
| 19/01/1910 | Senillosa, Pastor     |
| 13/10/1910 | Ortiz Basualdo, Luis  |
| 19/01/1912 | Areco, Juan Antonio   |
| 18/09/1912 | Gómez, Ignacio M.     |
| 04/12/1912 | Marín, Plácido        |
| 12/01/1913 | Bosch, Alberto        |
| 28/05/1913 | Ortiz Basualdo, Luis  |
| 14/03/1917 | Marín, Plácido        |
| 18/04/1917 | Ortiz Basualdo, Luis  |
| 07/04/1920 | Areco, Juan Antonio   |
| 16/06/1920 | Marín, Plácido        |
| 11/10/1922 | Castex, Alberto       |
| 03/01/1923 | Marín, Plácido        |
| 30/10/1924 | Castex, Alberto       |
| 30/07/1925 | Dellepiane, Antonio   |
| 08/10/1928 | Castex, Alberto       |
| 11/09/1930 | Avellaneda, Nicolás   |
| 29/01/1932 | Delfino, Antonio      |
| 23/03/1932 | Mignaquy, Ernesto     |
| 28/12/1934 | Rosa, Julio           |